# Bešenoe zoloto
Bešenoe zoloto (Бешеное золото) è un film del 1976 diretto da Samson Iosifovič Samsonov.

## Trama
In una delle isole tropicali del Pacifico, otto persone perfettamente sane e normali sono alla ricerca di tesori nascosti. Trovano il tesoro e iniziano a condividerlo. Gli intrighi si intrecciano, le passioni divampano, gli amici diventano nemici e sembra che nessuno otterrà l'oro.